# Майсенська порцеляна

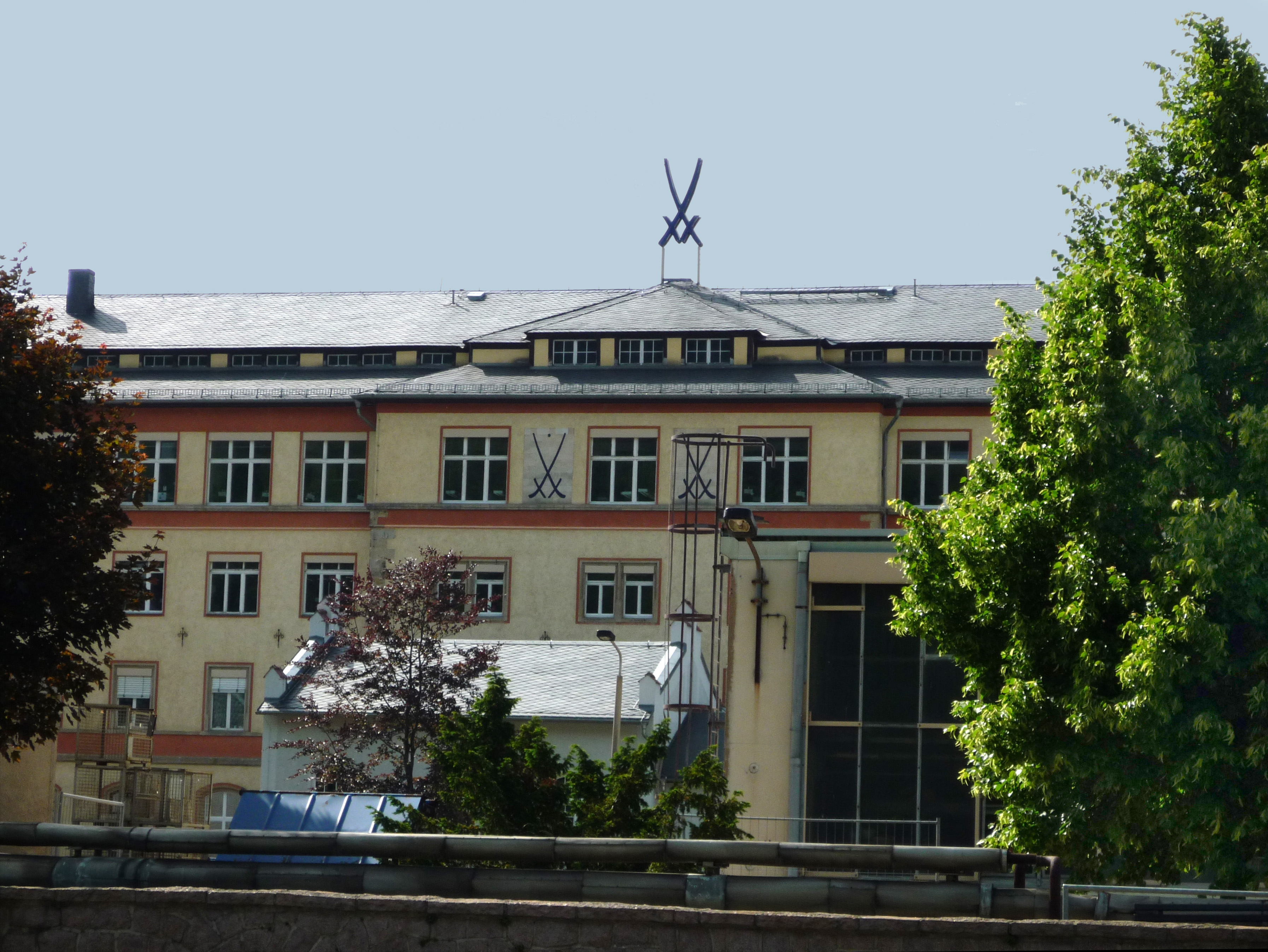
Сучасна будівля майсенської мануфактури

51°09′20″ пн. ш. 13°27′58″ сх. д. / 51.155555555556° пн. ш. 13.466111111111° сх. д.
Майсенська порцеля́на (нім. Meißner Porzellan) — перша в Європі мануфактура з вироблення європейської порцеляни за німецькими рецептами суміші і німецькою технологією.

## Історія
Як відомо, секрет китайської порцеляни в Європі отримали не запозиченням, а власним відкриттям. Зробили це в Саксонії, де був достатній досвід в гірничій справі і потрібні поклади сировини. Була організована спеціальна лабораторія, де талановитому авантюристу і фальшивомонетчику Беттгеру створили умови для відповідної роботи.
Кожен з експериментів Беттгера фіксувався в протоколах. Адже він працював з помічниками, вартовими і шпигунами водночас. В записах за січень 1709 року є відомість про перший вдалий експеримент і рецепт суміші. В березні того ж року з'явився запис про отримання якісної білої порцеляни з тонкою глазур'ю і всім необхідним для розписів. Так авантюрному Беттгеру і його помічникам вдалося перевідкрити секрет майстрів Китаю.

## Наказ про створення мануфактури

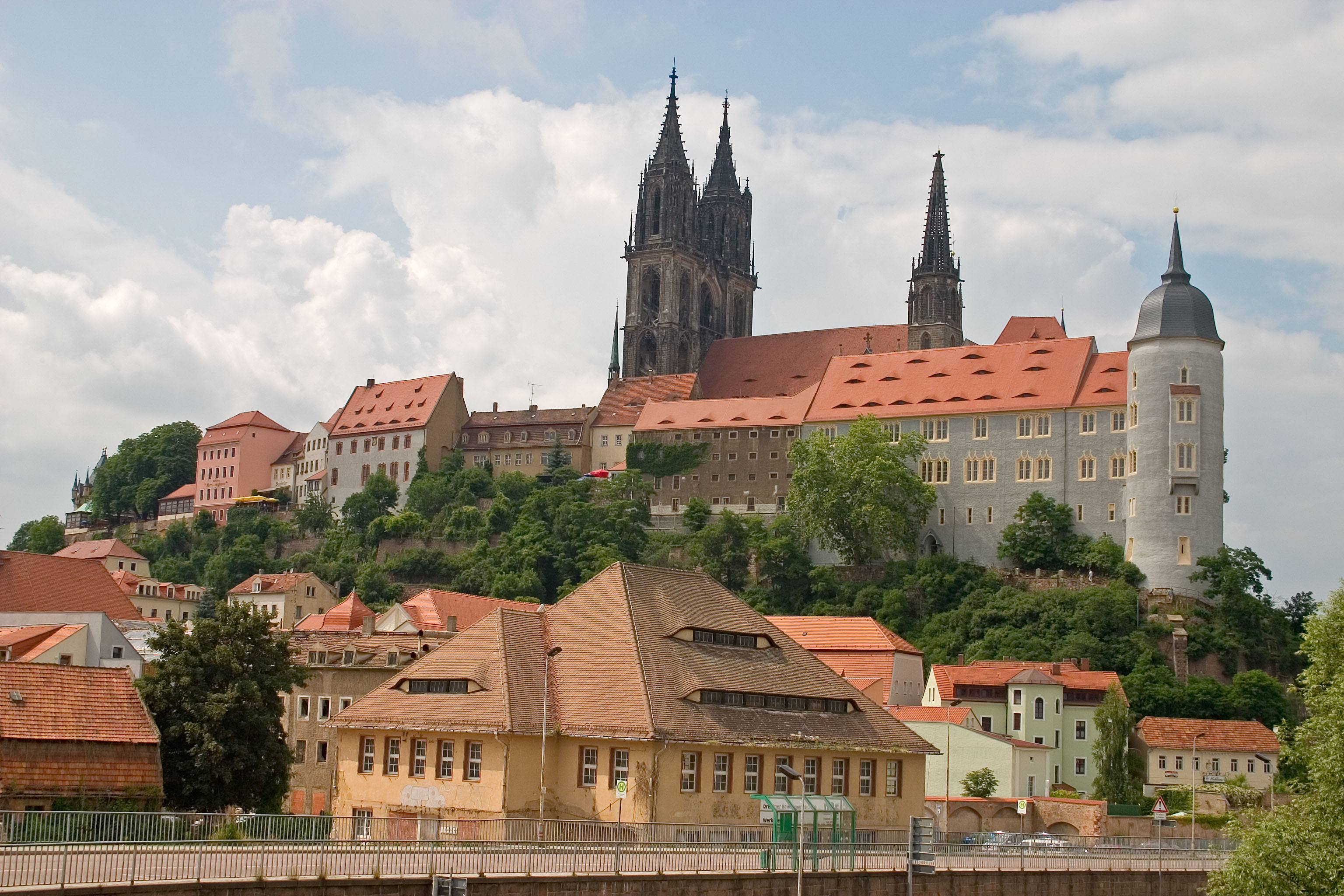
Замок і готичний собор в Майсені

Курфюрст Саксонії швидко підписав наказ про створення порцелянової мануфактури в січні 1710 року. А влітку 1710 року вона вже запрацювала в міцному замку Майсен. Секрет зберігали, а замість перетвореного алхімічного золота в казну курфюрста потекли реальні гроші, бо порцеляну цінували як золото. Беттгер виконав завдання, але не отримав ані волі, ані добробуту. Його здібності використали заради збагачення курфюрста.
Стреси, ув'язнення в Майсені, робота з отруйними речовинами не сприяли здоров'ю Беттгера. У віці 38 років він помер, і його дух досі лякає відвідувачів Майсону.

## Відсутність конкурентів

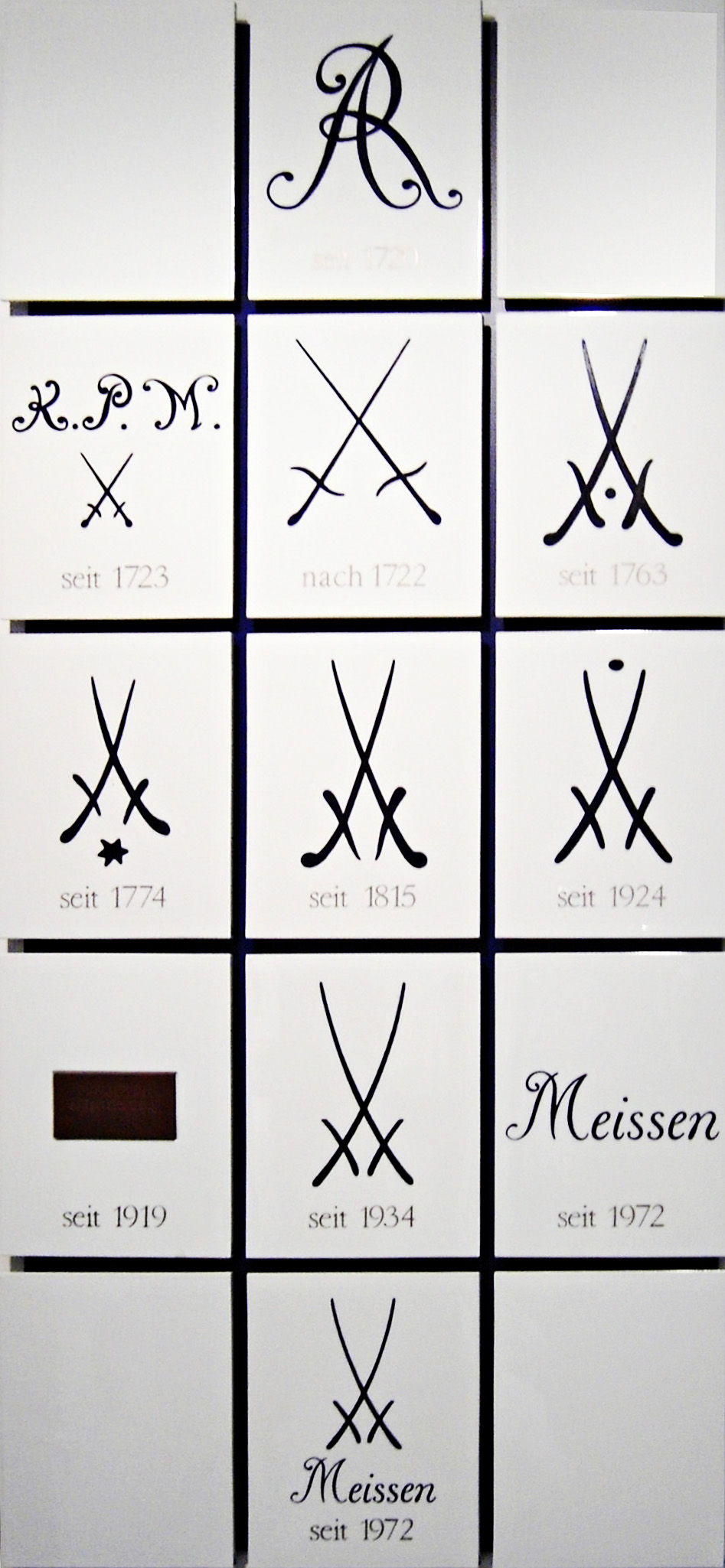
Тавро Майсенської мануфактури — 2 схрещені мечі.

Майсенська порцелянова мануфактура деякий час не мала значних конкурентів. Досить близько до позицій саксонських винахідників стояли лише науковці у Відні. Саме звідти саксонці запросили до Майсена хіміка і технолога з виготовлення фарб на ім'я Йоганн Грегоріус Херольд. Саме Херольд віднайшов декілька вогнетривких фарб різних кольорів. Це сприяло появі індивідуальних кольорових гам майсенської порцеляни, а згодом і неповторних малюнків. Торговельною маркою мануфактури стали два схрещені мечі. Їх можна бачити і на сучасній будівлі мануфактури.
Другою в Європі за терміном виникнення була якраз Віденська мануфактура Аугартен.

## Порцеляна і стилі 18 століття
Винахід європейської порцеляни збігся з поширенням у Європі і Саксонії стилю рококо. Ще більші, ніж впливи стилістики рококо, порцеляна Майсена мала від захоплення стилістикою шинуазрі. Саксонський курфюрст був палким прихильником порцеляни Китаю, збирав її, і його мануфактура пройшла етап імітації китайських зразків і копіювання її форм. Вироби тієї доби навіть називали — Майсен Чіна (Майсенська китайщина). Було поверхневе захоплення і Туреччиною — з'явились кавники з так званою турецькою кришкою. Але малюнки мали не архітектурний, а рослинний характер. Рясні деталі і перебільшення у їх використанні не завжди гарно позначалося на зовнішньому вигляді порцеляни Майсена. Але стилістика рококо стала переважати і стала однією з характерних рис порцеляни Майсена надовго.
У місті Дрезден існує Музей порцеляни.

## Майсенська порцеляна і Російська імперія
Висока якість і яскраві фарби майсенської порцеляни створили їй світову славу. За переказами, близько 40 відсотків продукції Майсенської мануфактури купували вельможі Російської імперії. Аби вдовольнити попит, у великих містах Російської імперії були облаштовані постійні склади з саксонською порцеляною. Торгували нею і в містах тодішньої України — Києві, Полтаві тощо.

## Зразки майсенської порцеляни

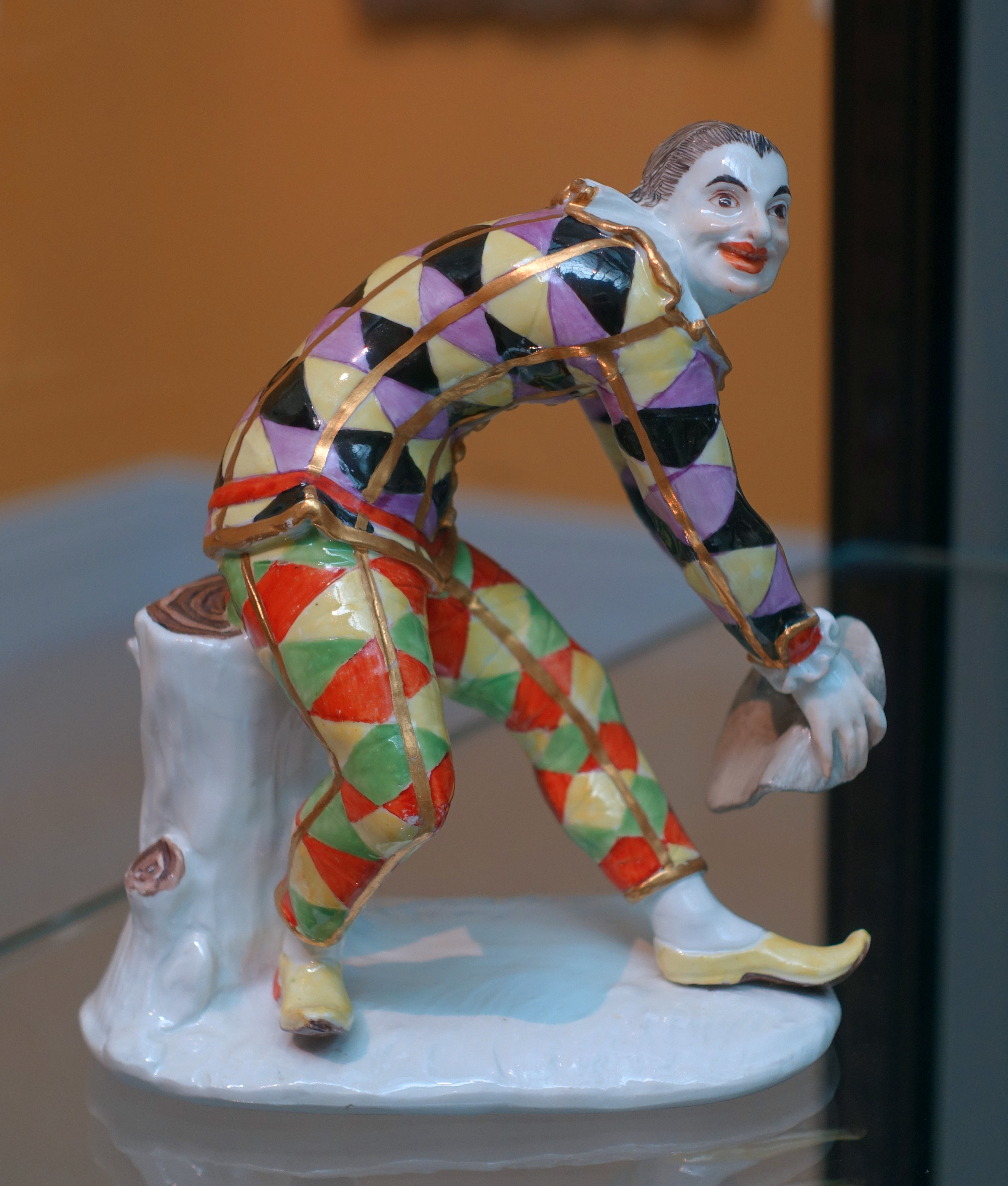
Ск. Йоган Йоахим Кендлер. «Арлекін», Майсенська порцеляна, бл. 1740 р.
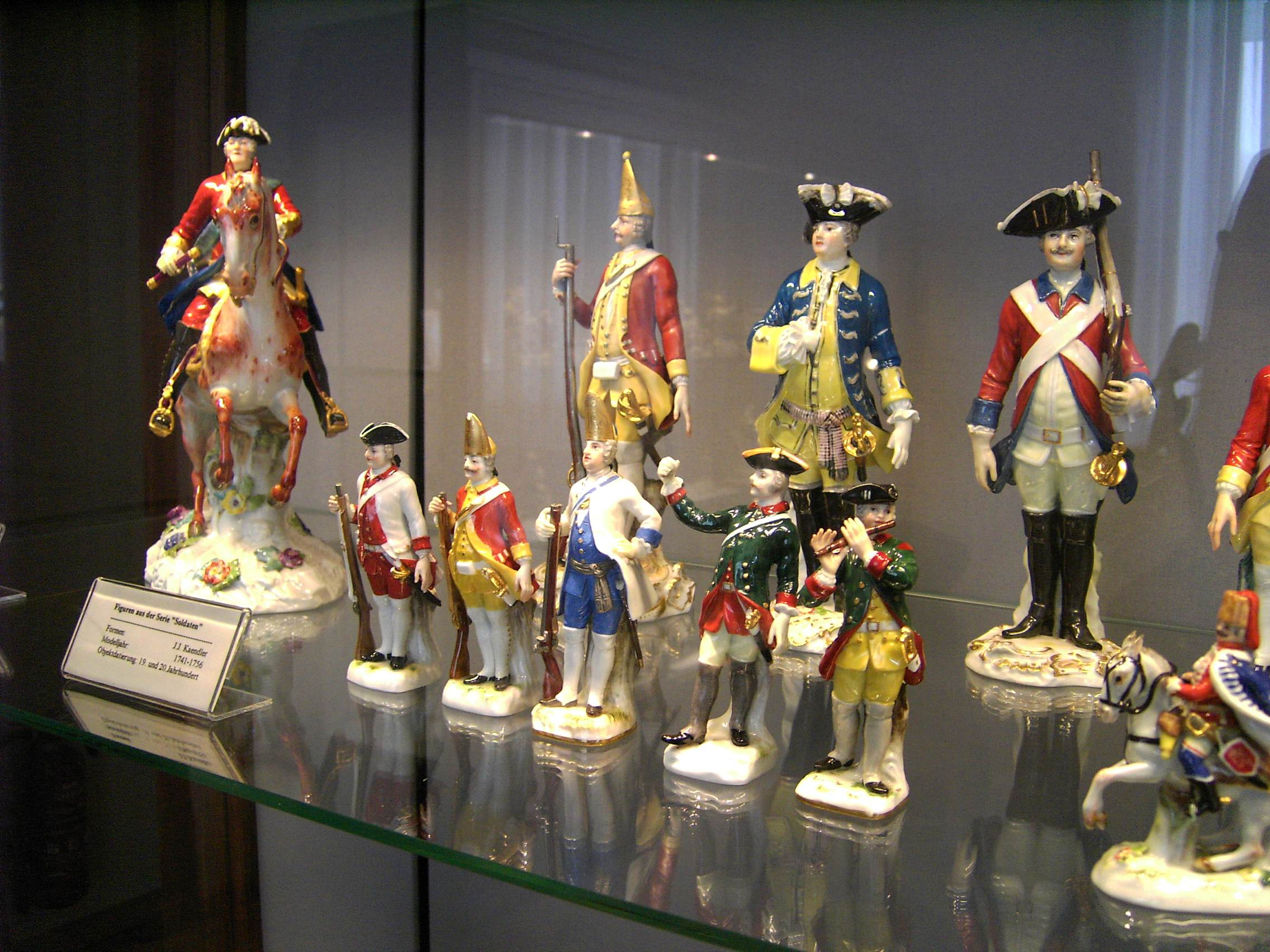
Дрібна пластика
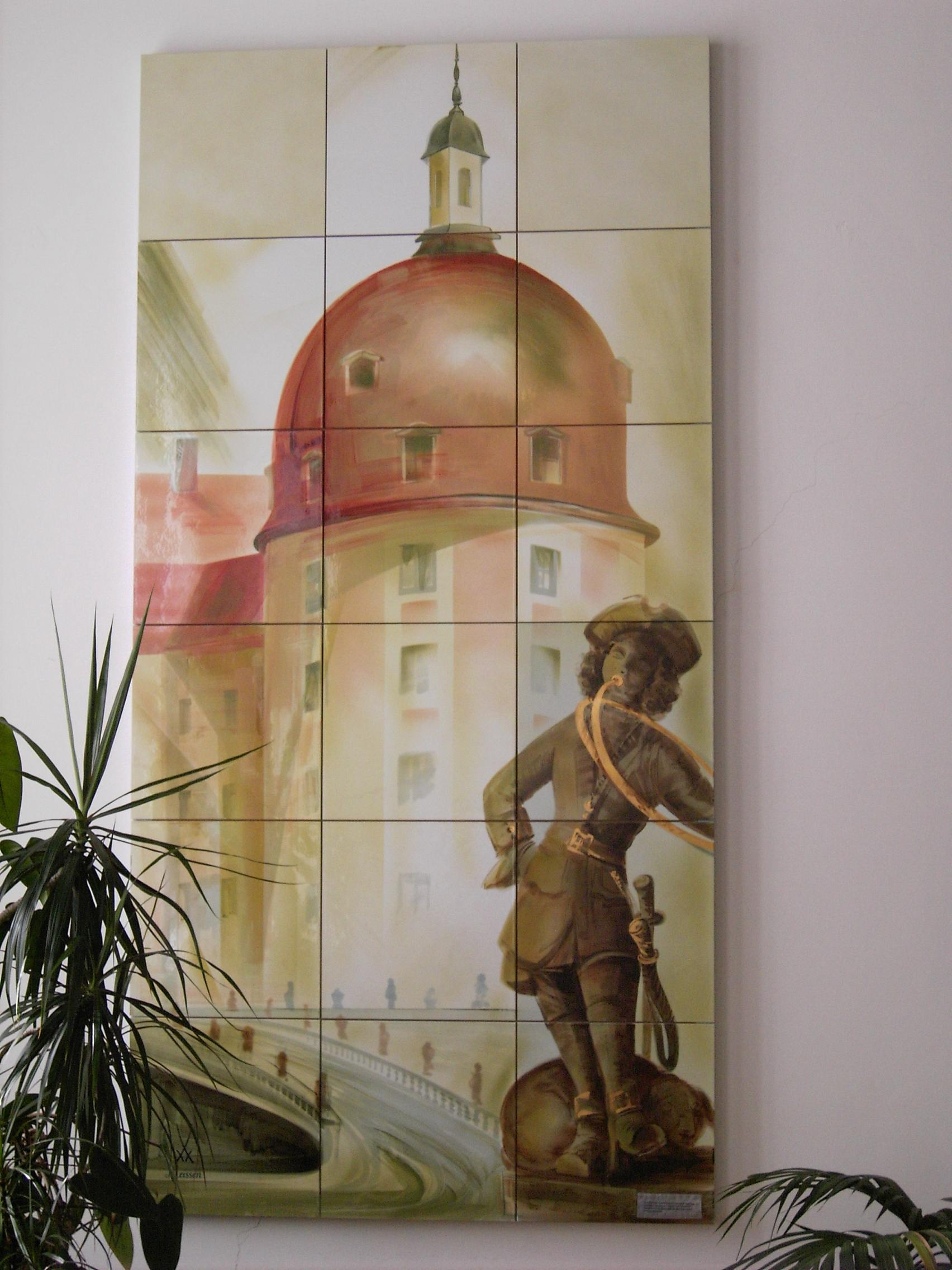
Кахлі
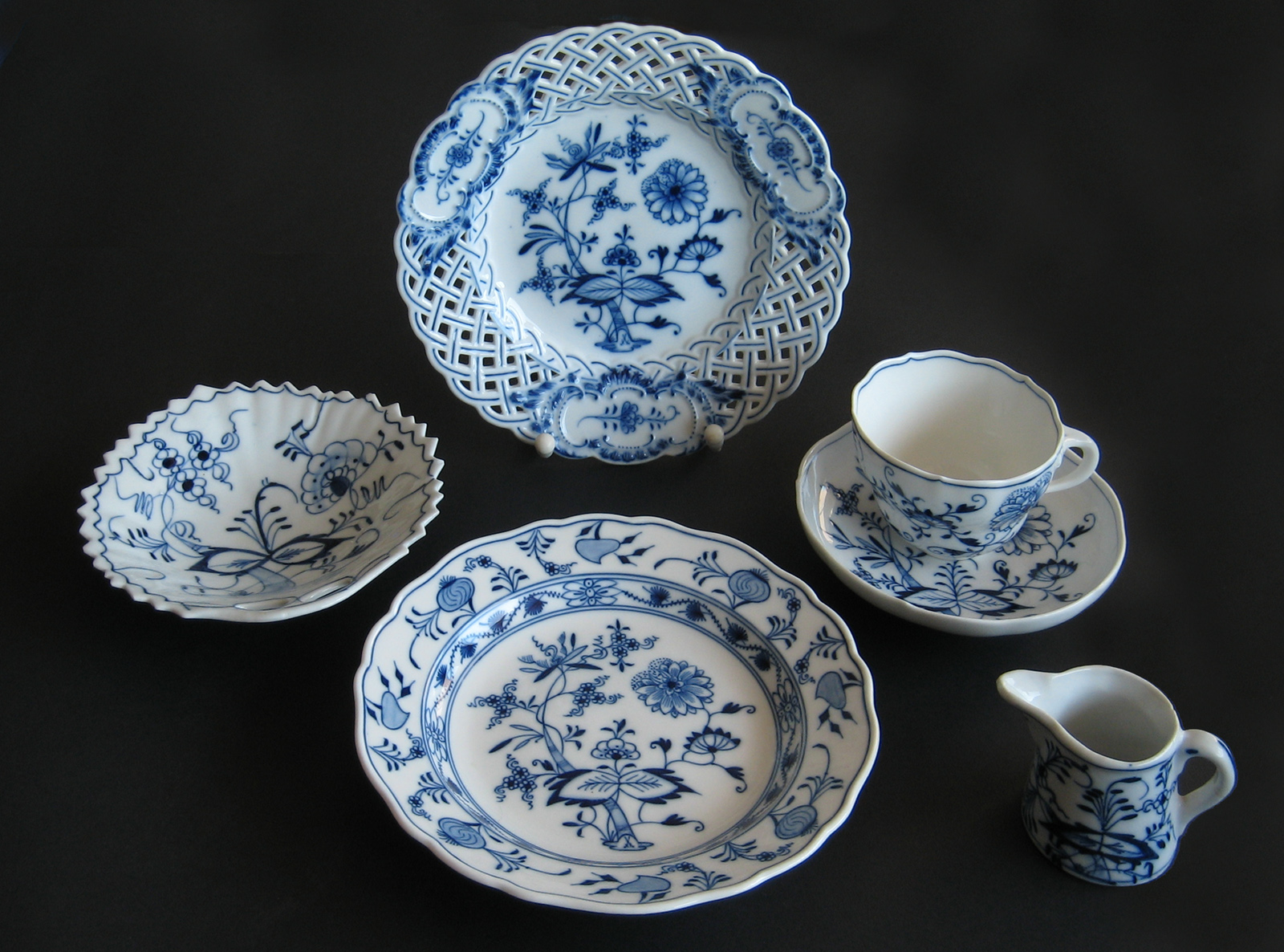
Посуд
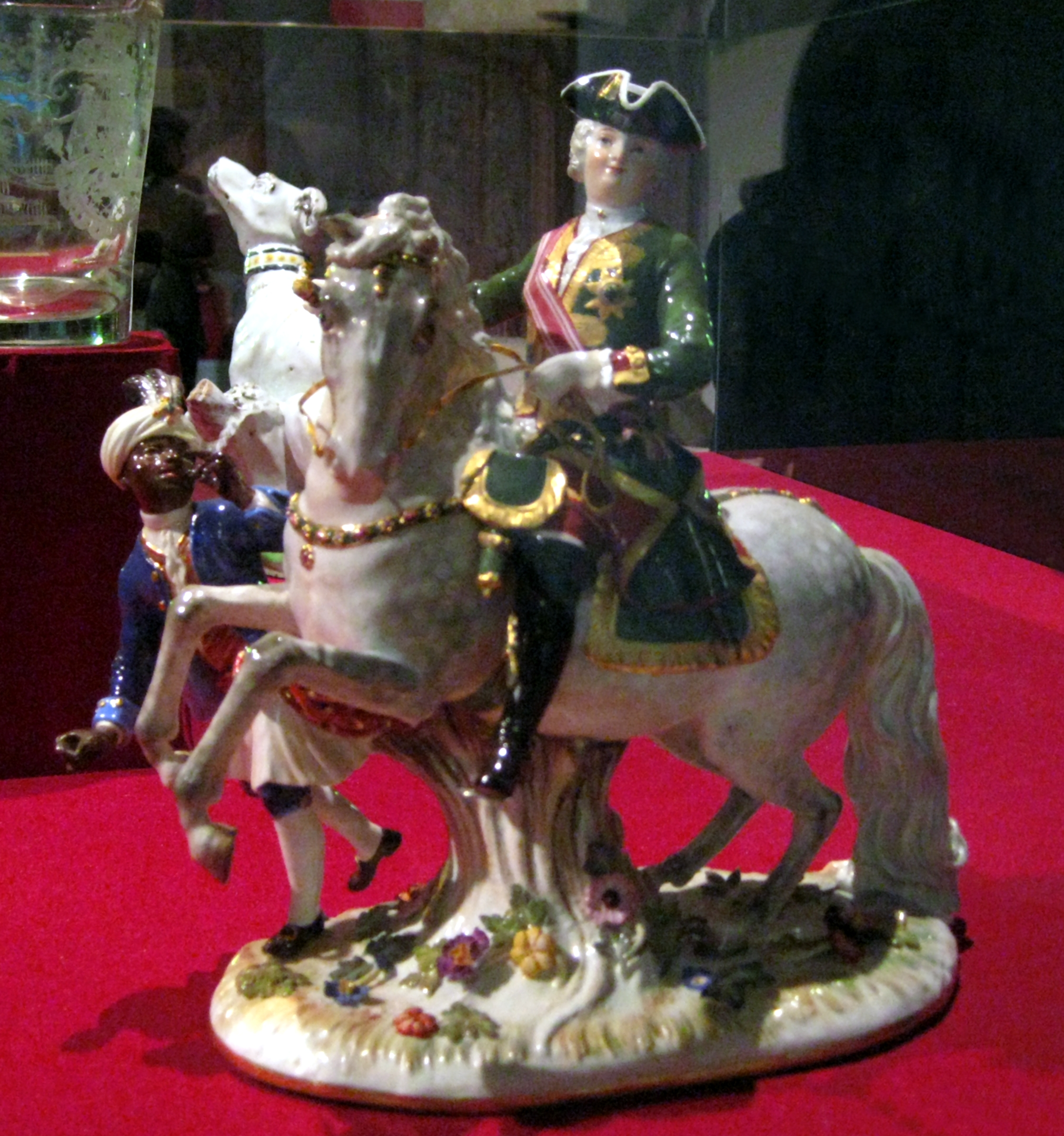
Імператриця Єлизавета верхи, бл. 1748 р. Третьяковська галерея.
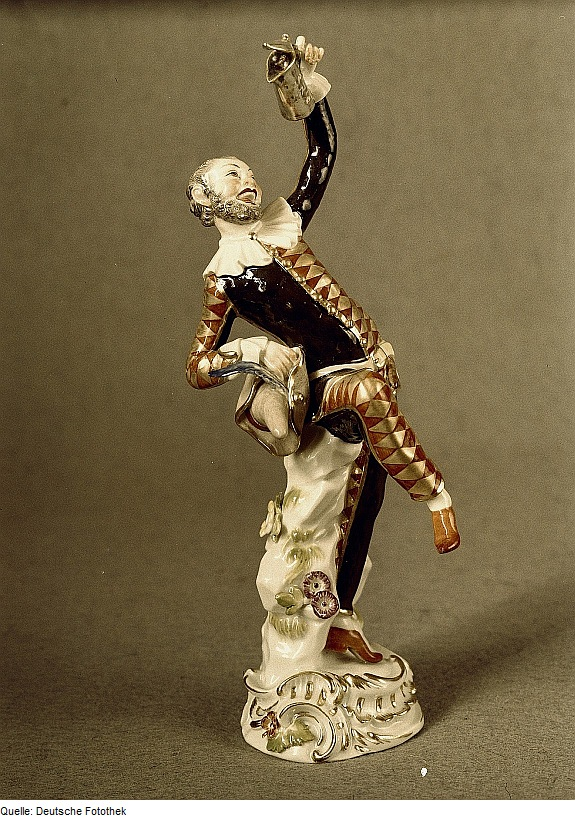
Ск. Ріхард Петер. «Арлекін з кухлем пива», Майсенська порцеляна до 1970 р.